# Нагорная улица (Львов)
Наго́рная у́лица (укр. вулиця Нагірна) — улица в Шевченковском районе Львова, местность Старые Збоища. Пролегает от трассы М-09 вглубь застройки, завершается тупиком. Приобщаются два безымянных проезда на улицу Расточье и безымянный проезд на Мурованую улицу.

## История и застройка
Улица возникла в 1950-х—1960-х годах, в 1962 году получила современное название.
Застроена одноэтажными усадьбами 1930-х—2000-х годов.